# Joseph Lewis
Joseph Lewis (Montgomery (Alabama), 11  de junio de 1889 - 4 de noviembre de 1968) fue un ateo y librepensador estadounidense.

## Biografía
A la edad de 9 años dejó la escuela para trabajar y fue autodidacta desde entonces, desarrollando sus ideas leyendo entre otros a Robert G. Ingersoll y  Thomas Paine.
En 1920, se mudó a Nueva York donde llegó a presidir (hasta su fallecimiento) la asociación Freethinkers of America. Más tarde abrió su propia editorial The Freethought Press Association, donde publicó literatura sobre librepensamiento, escrito tanto por él como por otros autores. En la década de 1930, expandió el negocio a una editorial mayor, la  Eugenics Publishing Company, que publicaba textos literarios divulgativos para gente con bajos conocimientos escritos por expertos médicos en los que se hablaba , entre otras cosas sobre anticonceptivos y control de la natalidad.
Comenzó su boletín Freethinkers of America, en 1937. En la década de 1940 se renombró a Freethinker y en la siguiente a su nombre final Age of Reason (tras el libro de Thomas Paine La edad de la razón). Algunas personas que contribuían al boletín fueron William J. Fielding, Corliss Lamont y Franklin Steiner.